# Вязигин, Алексей Юрьевич
Алексей Юрьевич Вязигин (род. 7 сентября 1975, Томск) — российский пловец в ластах, мастер спорта России международного класса.

## Биография
Родился 7 сентября 1975 года в Томске.

## Карьера
Представлял клуб «СКАТ» при ТГУ. Чемпион Европы по подводному спорту среди юношей (1991).
Чемпион России 1997, 1998, 2000 годов. Чемпион мира 2000 года.
Победитель Клубного Чемпионата Европы в составе команды клуба СКАТ ТГУ 1998, 1999 годов.
В 1996 году окончил Томский государственный педагогический университет. Работал тренером в Южной Корее. Кандидат педагогических наук - в 2003 году защитил диссертацию на тему «Структура и дозирование тренировочных нагрузок на занятиях с пловцами-подводниками 10-11 лет на этапе общей базовой подготовки».
Заведовал кафедрой плавания в ТГПУ. С 2016 года декан факультета физической культуры и спорта Томского государственного педагогического университета